# Срібло
Срі́бло́, арґе́нтум (хімічний знак — {\displaystyle {\ce {Ag}}}, лат. argentum) — хімічний елемент з атомним номером 47, що належить до 11 групи, 5-го періоду періодичної системи хімічних елементів. М'який, білий, блискучий перехідний метал, що демонструє найвищу електропровідність, теплопровідність і відбивну здатність у порівнянні з будь-яким металом. Метал міститься в земній корі в чистому, вільному елементарному вигляді («самородне срібло»), як сплав із золотом та іншими металами, а також у таких мінералах, як аргентит і хлораргірит. Більшість срібла виробляється як побічний продукт переробки міді, золота, свинцю та цинку.
Срібло здавна цінували як дорогоцінний метал. Срібний метал використовують у багатьох інвестиційних монетах, іноді поряд із золотом. Хоча срібла є більше, ніж золота, його набагато менше як самородного металу. Його чистота, як правило, вимірюється у проміле; 94%-чистий сплав описується як «0,940 тонкодисперсний». Як один із семи металів античності, срібло відіграло стійку роль у більшості людських культур.
Окрім валюти й інвестиційних матеріалів (монети та злитки), срібло використовують у сонячних батареях, фільтрації води, ювелірних виробах, прикрасах, високоцінному посуді, в електричних контактах та провідниках, у спеціалізованих дзеркалах, віконних покриттях, при каталізі хімічних реакцій, як барвник у вітражах і в спеціалізованих кондитерських виробах. Його сполуки використовують у фото- та рентгенівській плівці. Розведені розчини нітрату срібла та інших сполук срібла використовують як дезінфікуючі засоби та мікробіоциди (олігодинамічний ефект), додають до пов'язок і перев'язувальних матеріалів, катетерів та інших медичних виробів.

## Етимологія
Латинська назва argentum походить від пра-і.є. *arǵ- («ясний»). В елліністичному Єгипті, можливо і раніше, срібло часто називали «місяцем» і позначали знаком місяця (переважно — зростаючим після молодика). Серед алхіміків ця назва срібла також була дуже поширеною.
Українська назва срібло (заст. серебро, д.-рус. сьребро, срѣбро, сребро) походить від прасл. *sьrebro (південні діалекти праслов'ян), *serbro (північно-західні діалекти). Походження слова остаточно не з'ясоване; найчастіше пояснюється як індоєвропейська діалектна (на відміну від поширенішої *arǵ-) і міграційна назва (вандерворт), споріднена з лит. sidãbras, латис. sudrabs, гот. silubr, давн.в-нім. silbar, англ. і швед. silver, нім. Silber. Тлумачать її як давнє слов'яно-балто-германське запозичення з якоїсь східної мови.
У деяких мовах назва срібла водночас означає «гроші», наприклад фр. argent. Від слова argentum походить назва країни Аргентина.

## Історія

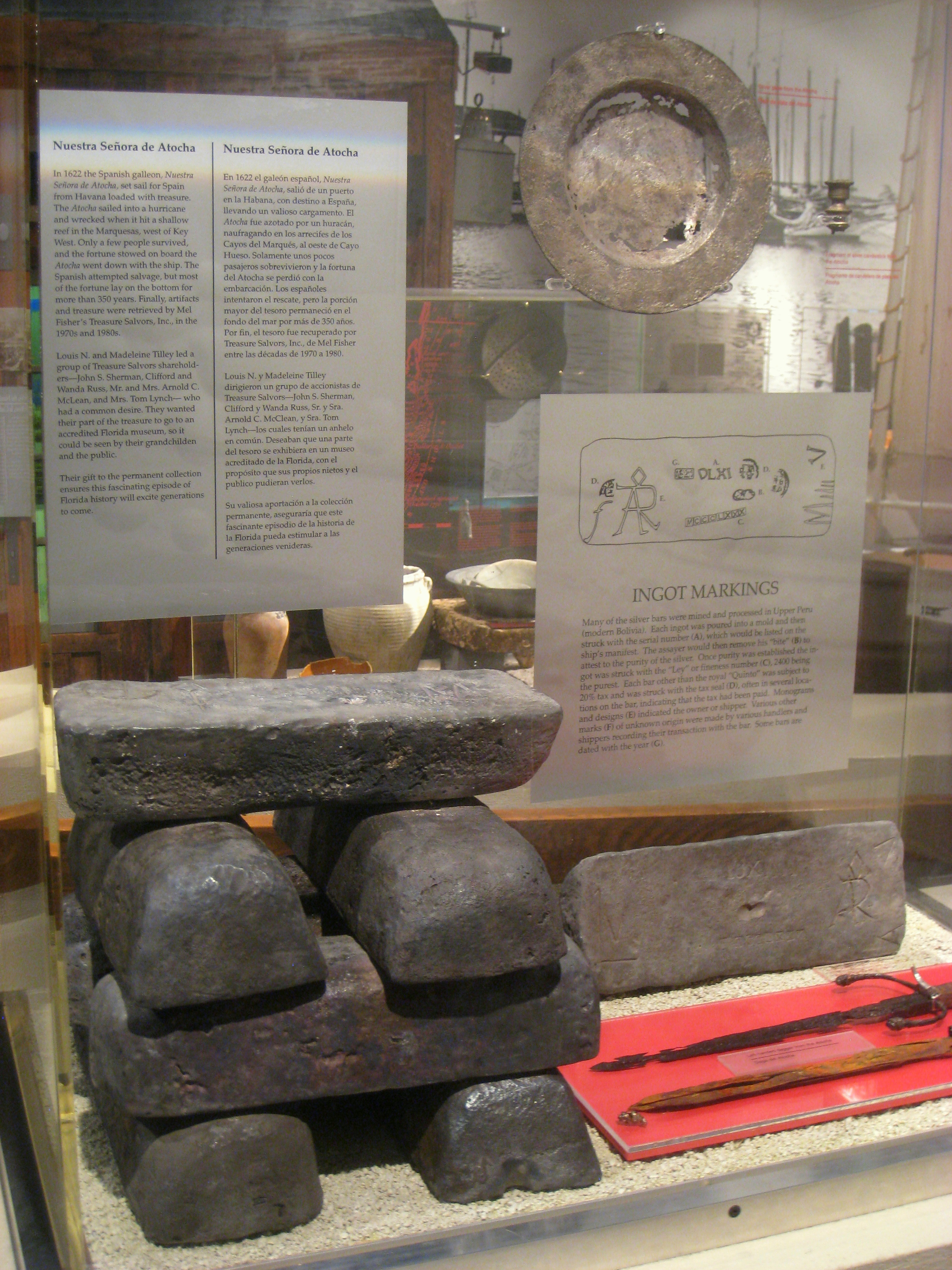
Затонулі біля Маркізьких островів у Карибському морі в 1622 році срібні злитки, переважно з Болівії, які пережили корабельну катастрофу Нуестра сеньйора де Аточа. Музей історії Маямі

Срібло відоме людству з найдавніших часів, але значно пізніше ніж золото, через те що в чистому вигляді зустрічається в природі дуже рідко. Грецькі хроніки приписують відкриття срібла греку Еаку близько 1300 до н. е.
Срібло, так само як і золото, часто зустрічалося в самородному вигляді — його не доводилося виплавляти з руд. Це визначило досить значну роль срібла в культурних традиціях різних народів. В Ассирії й Вавилоні срібло вважалося священним металом і було символом Місяця. У Середні віки срібло і його сполуки були дуже поширені серед алхіміків. Із середини XIII ст. срібло стає звичним матеріалом для виготовлення посуду. Срібло й донині використовують для карбування монет.
Перу та Мексика добувають срібло з 1546 року й станом на початок XXI століття, залишаються основними світовими його постачальниками.

## Загальна характеристика
Срібло поряд з золотом і міддю належить до перших металів цивілізації.
Срібло є малоактивним металом, внаслідок хімічної стійкості його відносять до благородних металів. Чисте срібло білого кольору. Срібло є одним з основних матеріалів для виготовлення дорогоцінних виробів. За своїми властивостями срібло близьке до золота та міді. Срібло, як і золото, має високу ковкість (найкращу ковкість має золото), м'якість, тягучість і гнучкість, легко полірується, а у відполірованому вигляді має найвищу відбивальну здатність стосовно білого світла. Срібло можна прокувати в пластинки завтовшки 0,00025 мм.
Срібло не взаємодіє з киснем повітря, водою, вуглецем, розчинами лугів, з солями, розбавленою сірчаною кислотою, стійке проти корозії. Розплавлене срібло не змішується з розплавленим залізом і розділяється на два шари, як масло і вода.
За звичайних умов реагує з галогенами (утворюючи відносно стійкі солі, які розкладаються при нагріванні чи під дією реагентів), при нагріванні взаємодіє з сіркою (див. Ювелірна чернь).
Срібло розчиняється лише в таких кислотах, які є сильними окисниками (азотна кислота, гаряча концентрована сірчана кислота та інше).
У власних сполуках срібло, як правило, одновалентне.
При дії лугів на солі срібла, утворюється гідроксид срібла, який легко відщеплює воду, даючи оксид срібла Ag2O. Велике практичне значення мають галоїдні сполуки срібла. Під дією світла вони розпадаються, виділяючи металеве срібло; на цьому явищі ґрунтується фотографічний процес. При дії амоніаку на нерозчинні солі срібла утворюються розчинні у воді комплексні сполуки.
Усі речовини на Землі, крім вісмуту й срібла, коли замерзають, стискуються (вода навпаки — розширюється).
Фізичні та хімічні властивості срібла пояснюються його електронною структурою із повністю заповненою d-оболонкою і єдиним електроном на s-оболонці. Завдяки цьому єдиному електрону срібло одновалентне, в металі цей електрон легко відривається від іонного кора атома й колективізується, утворюючи електронний газ.
Порівняно з іншими металами, срібло відзначається найвищою електро- і теплопровідністю.
Срібло діамагнітне, його магнітна сприйнятливість (0,181•10−9) не залежить від температури; коефіцієнт Холла — 0,9•1010.
Срібло має високу відбивну здатність: в ІЧ діапазоні ступінь відбиття променів — 98 %, у видимій частині спектра — 95 %. Межа текучості срібла 10—50 МПа; твердість за Брінеллем 245—250 МПа, за Віккерсом 148—154 МПа; модуль пружності 82,7 ГПа, модуль зсуву 30,3 ГПа.
Його питома вага 10,5 г/см³, температура плавлення становить 960,5—962 °C, а густина становить 10,5 г/см³.

### Ізотопи
Природне срібло складається із двох стабільних ізотопів — 107Ag та 109Ag, з яких 107Ag поширеніший (51,839 %). Відомо 28 радіоактивних ізотопів, найстабільніший із яких 105Ag з періодом напіврозпаду 41,29 дня. У 111Ag період напіврозпаду 7,45, а в 112Ag — 3,13 години. Усі інші ізотопи живуть менше години, а більшість з них — менше, ніж 3 хвилини.
Основним механізмом радіоактивних перетворень для ізотопів, легших від стабільного 107Ag, є захоплення електрона. Внаслідок такого перетворення утворюється паладій. Для важких ізотопів основний механізм радіоактивності — бета-розпад, при якому утворюється кадмій.

## Сполуки срібла
При дії лугів на розчини солей срібла утворюється гідроксид срібла (I). Нагрівання гідроксиду понад 60 °C дає оксид срібла:
{\displaystyle \mathrm {2AgOH{\xrightarrow {}}Ag_{2}O+H_{2}O} }
Це порошок бурого кольору, слабко (1:3000) розчинний у воді, причому він надає воді металевий смак і лужність. Під час нагрівання вище 250° окис срібла розкладається на срібло і кисень.
При дії на розчини солей срібла сірководню утворюється стійкий сульфід срібла (I):
{\displaystyle \mathrm {2AgNO_{3}+H_{2}S{\xrightarrow {}}Ag_{2}S+2HNO_{3}} }
Сірчисте срібло може утворюватися і на поверхні срібних виробів під дією сірководню, що знаходиться в повітрі.
Металеве срібло при нагріванні в концентрованій сірчаній кислоті утворює сульфат срібла (I), кристали якого погано розчиняються у воді (при 18 °C — 0,75 %, при 25 °C — 0,82 % і при 100 °C — 1,5 %), нерозчинні у спирті й легко розчиняються у гідроксиді амонію.
Діючи на металеве срібло азотною кислотою, отримують нітрат срібла (I) (ляпіс):
{\displaystyle \mathrm {Ag+2HNO_{3}{\xrightarrow {}}AgNO_{3}+NO_{2}+H_{2}O} }
Азотнокисле срібло дуже добре розчинне у воді (при 20 °C — 68,3 % при 50 °C — 80 % і при 100 °C — 90,1 %) і в спирті (25 %), плавиться при 200 °C і розкладається при 450 °C. Під дією світла або при зіткненні з органічними речовинами, азотнокисле срібло розкладається з виділенням чорного дрібнозернистого металевого срібла. Азотнокисле срібло отруйне.
Фторид срібла (I) — AgF·2H2O — прозорі кристали, які розпливаються за звичайної температури та розчиняються у воді в об'ємі 1:1,5.
Хлорид срібла (I) AgCl при сплаву з содою розкладається. Утворення хлористого срібла є найякіснішою реакцією на срібло.
Бромід срібла (I) AgBr — світлочутливий жовтувато-білий зернистий або пластівчастий осад.
Йодид срібла (I) AgJ — ясно-жовтий аморфний порошок, майже нерозчинний у воді, гідраоксиді амонію і розведених кислотах, розчинний у концентрованих розчинах йодиду калію і тіосульфаті натрію (Na2S2O3).
При дії на азотнокисле срібло ціаніду калію утворюється білий порошок ціаніду срібла (I):
{\displaystyle \mathrm {AgNO_{3}+KCN{\xrightarrow {}}AgCN+KNO_{3}} }
Він не розчинний у воді, але легко розчиняється в надлишку розчину ціаністих солей з утворенням комплексних ціанідів:
{\displaystyle \mathrm {AgCN+KCN{\xrightarrow {}}K[Ag(CN)_{2}]} }
Аналогічним чином утворюються й інші подвійні ціаніди срібла: Ca[Ag(CN)2]2, Na[Ag(CN)2] тощо.
Подібно золоту, металеве срібло у присутності кисню розчиняється в ціаністих солях лужних металів:
{\displaystyle \mathrm {4Ag+8KCN+O_{2}+2H_{2}O{\xrightarrow {}}4K[Ag(CN)_{2}]+4KOH} }
Цією реакцією користуються при вилученні срібла із руд.
При дії на азотнокисле срібло розчину тіоціанату (роданіду) калію утворюється нерозчинний у воді тіоціанат срібла (I):
{\displaystyle \mathrm {AgNO_{3}+KCNS{\xrightarrow {}}AgCNS+KNO_{3}} }
Діючи на розчин азотнокислого срібла в азотній кислоті хроматом або біхроматом калію, отримують дихромат срібла (I) Ag2Cr2O7 — осад блискучого червоного кольору. При кип'ятінні з водою він переходить в хромат срібла (I) Ag2CrO4 — осад червоного кольору, який при охолодженні знову утворює дихромат.
При дії на азотнокисле срібло карбонату натрію утворюється карбонат срібла (I) — порошок білого кольору:
{\displaystyle \mathrm {2AgNO_{3}+Na_{2}CO_{3}{\xrightarrow {}}Ag_{2}CO_{3}+2NaNO_{3}} }
При кип'ятінні він жовтіє внаслідок часткового розкладання:
{\displaystyle \mathrm {Ag_{2}CO_{3}\leftrightarrow Ag_{2}O+CO_{2}} }
Вуглекисле срібло малорозчинне у воді, але легко розчиняється в карбонатах лужних металів.
А при пропусканні через лужний розчин азотнокислого срібла ацетилену утворюється карбід срібла AgC2, який в сухому стані вибухає. Навіть при легкому розтиранні в ступці.

## Знаходження в природі
З благородних металів срібло найширше розповсюджене у природі. У природі трапляється у вигляді самородного срібла і у вигляді сполук із сіркою, арсеном, стибієм та хлором у таких рудах, як аргентит Ag2S, рогове срібло AgCl та піраргірит Ag3SbS3, кераргітит. Вміст срібла у земній корі (1-7)•10−6% (мас), у морській воді — 1,5•10−8−2,9•10−7 %, прісній — 2,7•10−8 %.
Відомо понад 60 срібловмісних мінералів, які розділяють на 6 груп: самородне срібло і його сплави з Cu i Au; прості сульфіди срібла — акантит і аргентит Ag2S; телуриди і селеніди срібла — гесит Ag2Te, науманіт Ag2Se, евкайрит AgCuSe та ін.; антимоніди і арсеніди срібла — дискразит Ag3Sb та ін.; галогеніди і сульфати срібла — кераргірит AgCl, аргентоярозит AgFe3(SO4)2(ОН)6 і ін.; складні сульфіди або тіосолі, типу nAg2S•mM2S3, де М = As, Sb, Bi, напр., піраргірит Ag3SbS3, прустит Ag3AsS3, полібазит (Ag, Cu)16Sb2S11 і т. ін.
Вміст срібла в рудах кольорових металів 10—100 г/т, в золото-срібних рудах 200—1000 г/т, а в рудах срібних родовищ 900—2000 г/т, іноді десятки кілограмів на тонну.
Срібло трапляється й у каустоболітах — торфах, нафті, вугіллі, бітумозних сланцях.

## Джерела добутку

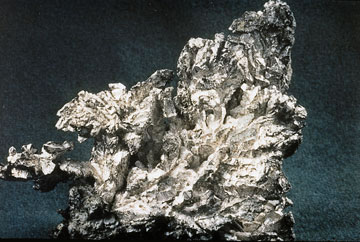
Кристал срібла
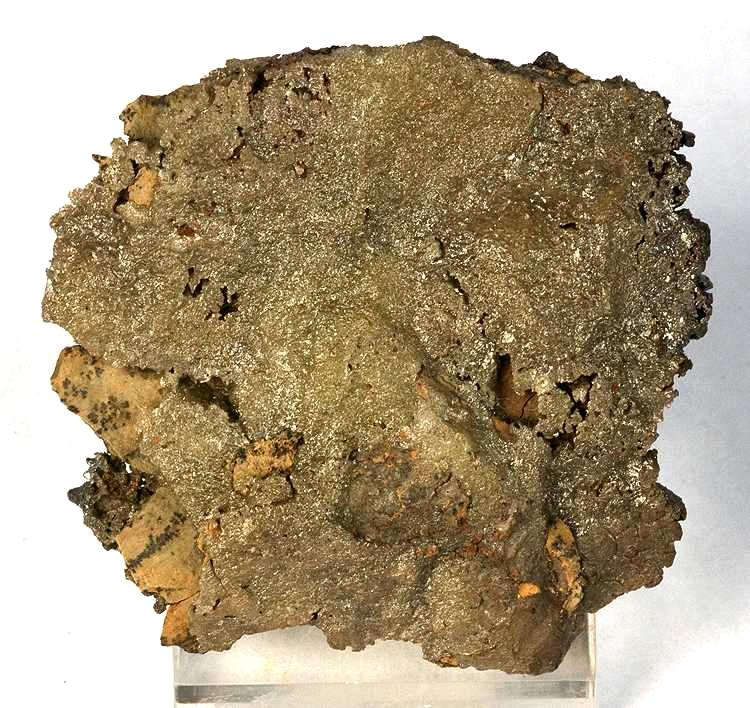
Хлораргірит
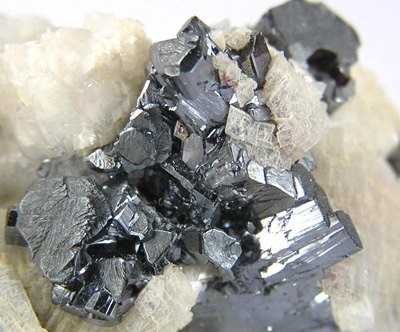
Піраргірит

Роки і тенденція виробництва срібла

### Карбування монет. Нагороди

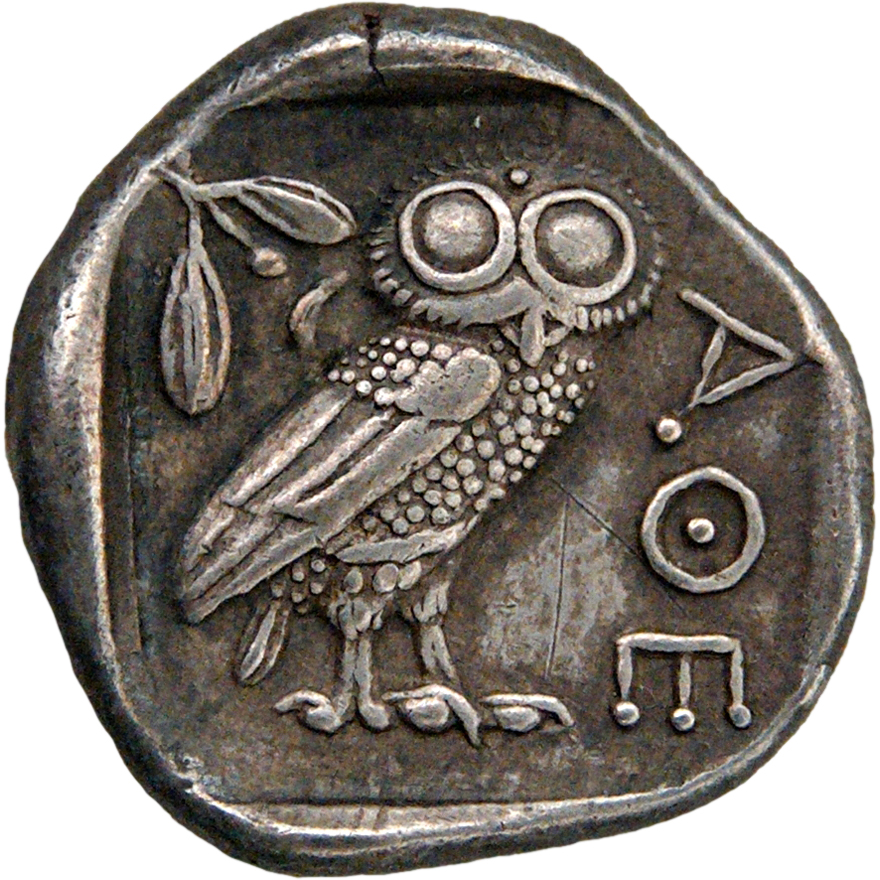
Срібна тетрадрахма Афін була валютою з найбільшим тиражем в давнину
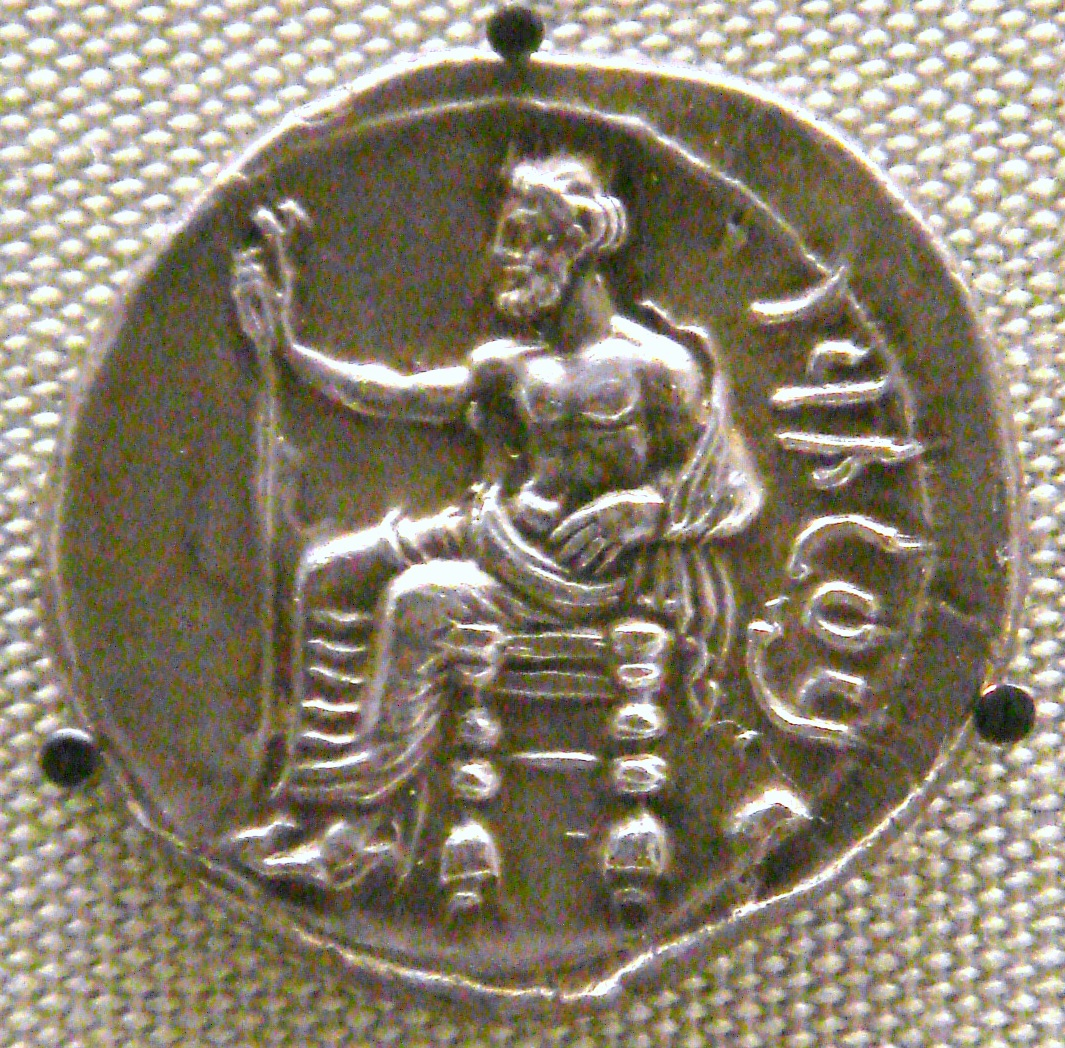
Срібний статер з зображенням Фарнабаза сатрапа Кілікії (379—374 до н. е.)
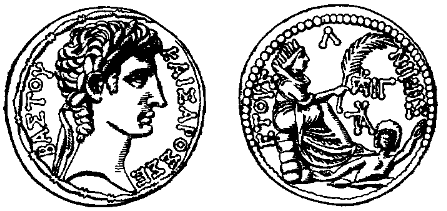
Три срібні статери Антіохії, ймовірно, були платою Юді за зраду

### Ювелірні та дорогоцінні вироби

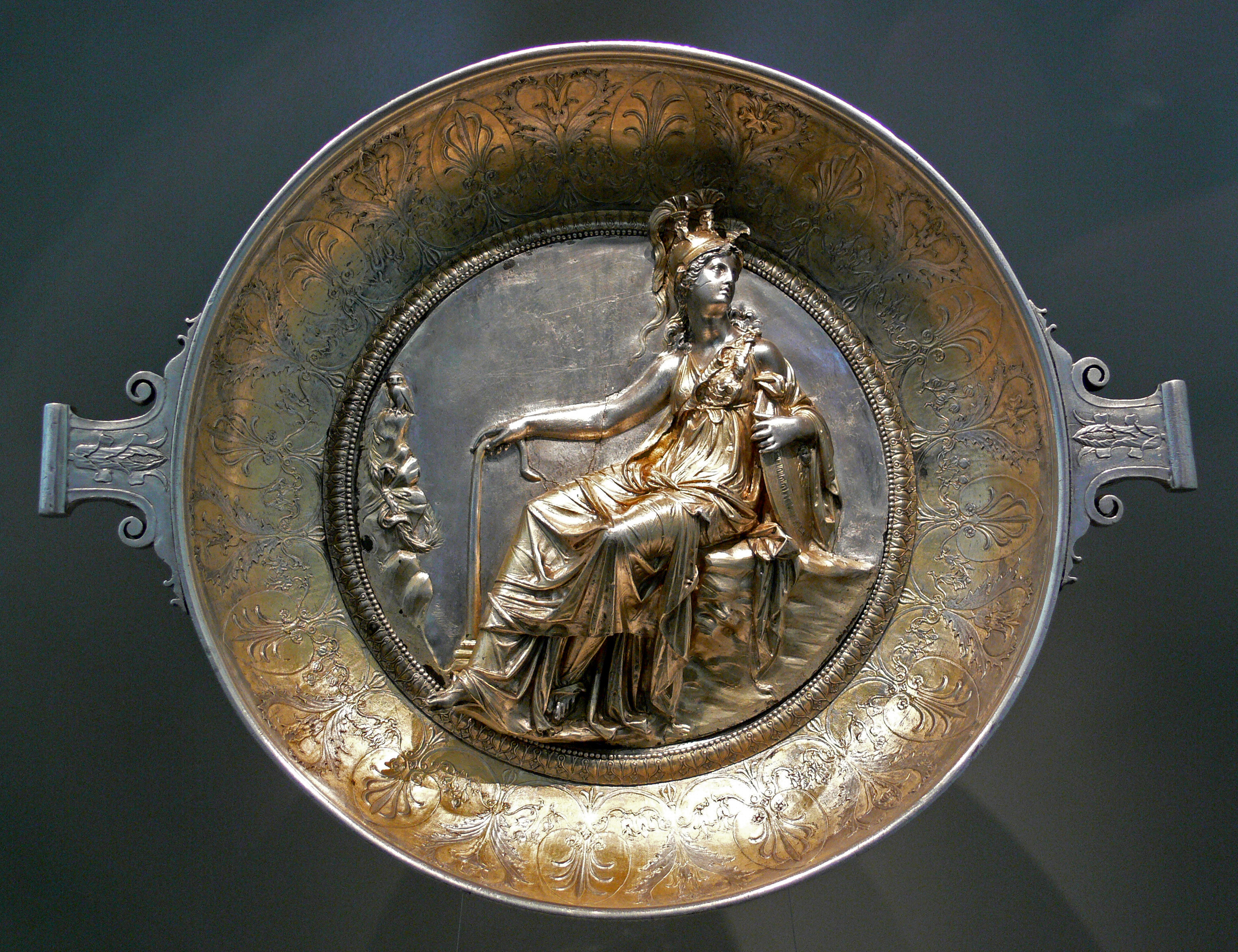
Богиня Мінерва на срібній тарілці 1-го ст. до н. е.
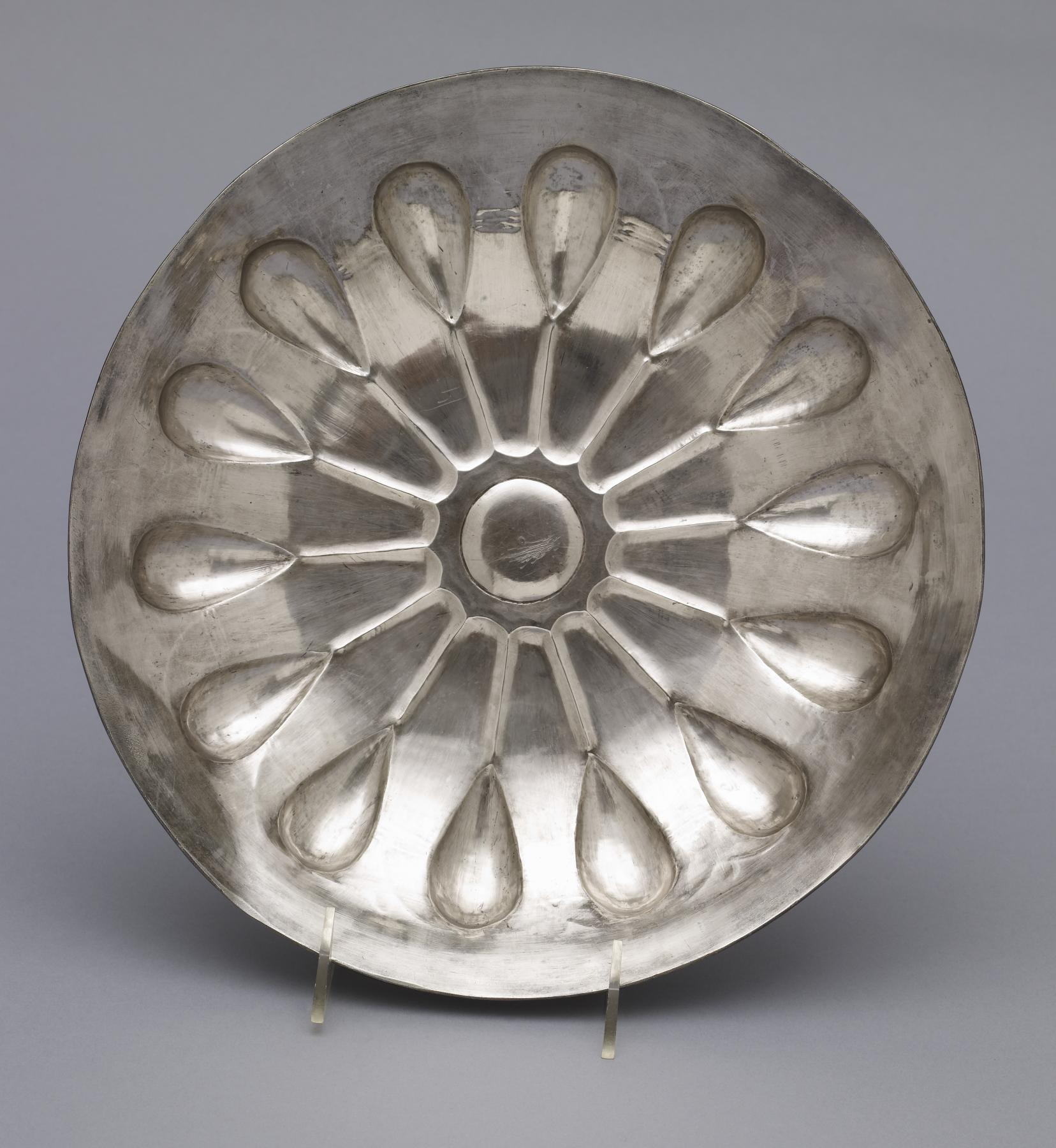
Мала срібна чаша, перська, VI століття до н. е. (Ахеменідів). Глибші западини репрезентують бутони лотоса, єгипетський мотив. Колекція Художнього музею Волтерс
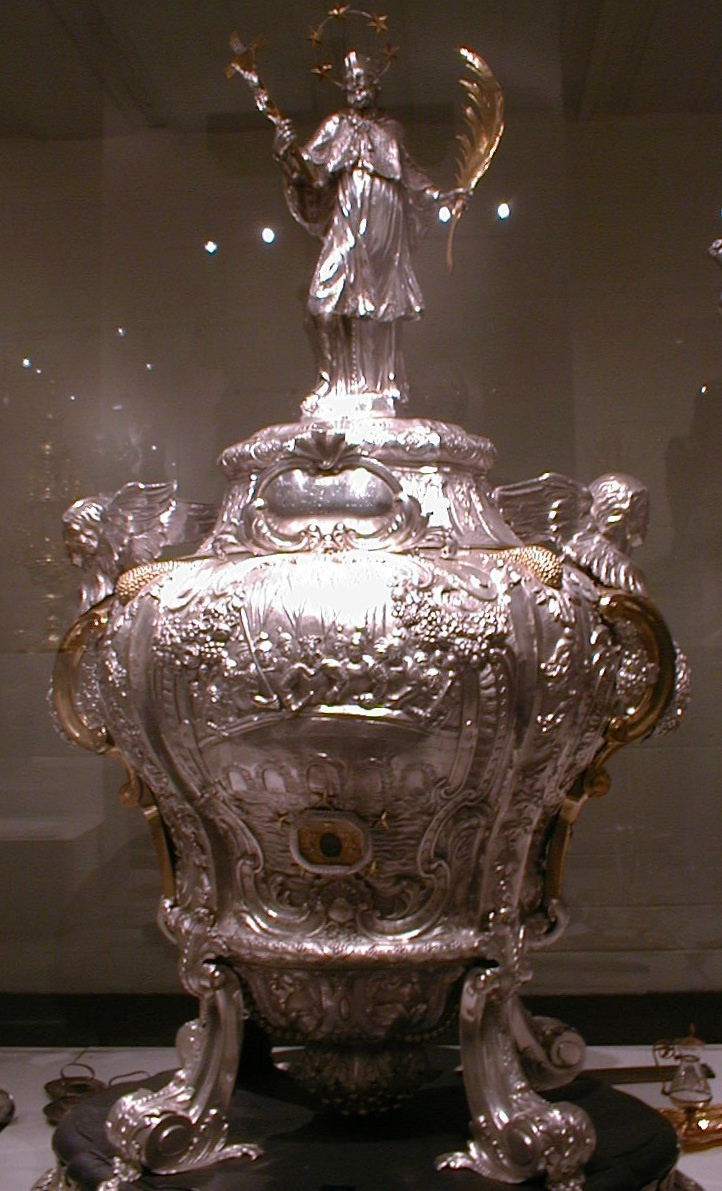
Мощевик зі срібла

#### Срібло в організмі людини

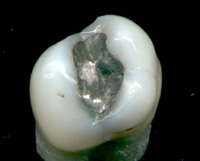
Стоматологічна амальгама містить значну кількість срібла

## Ціна

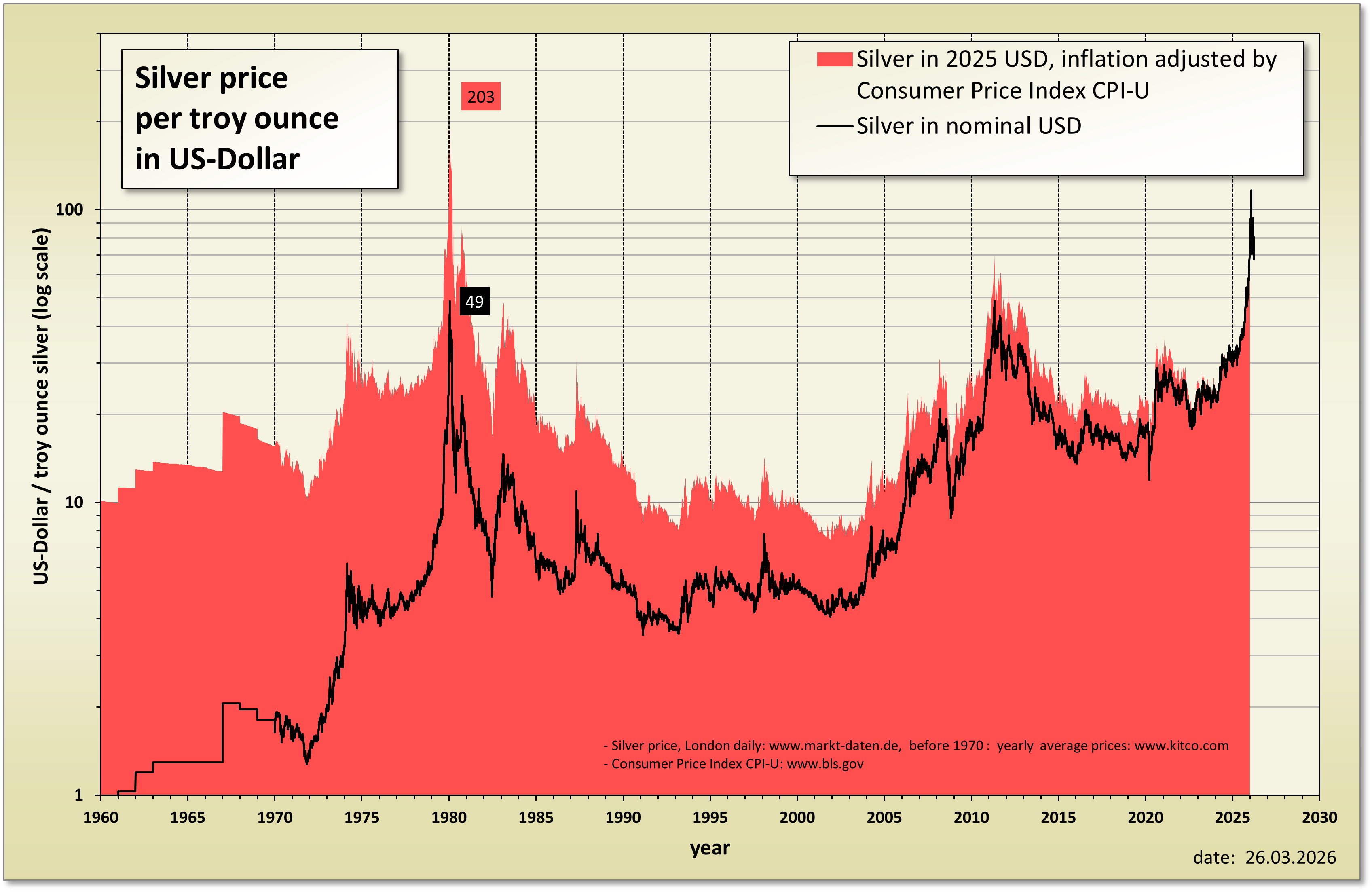
Історія ціни срібла в 1960—2011

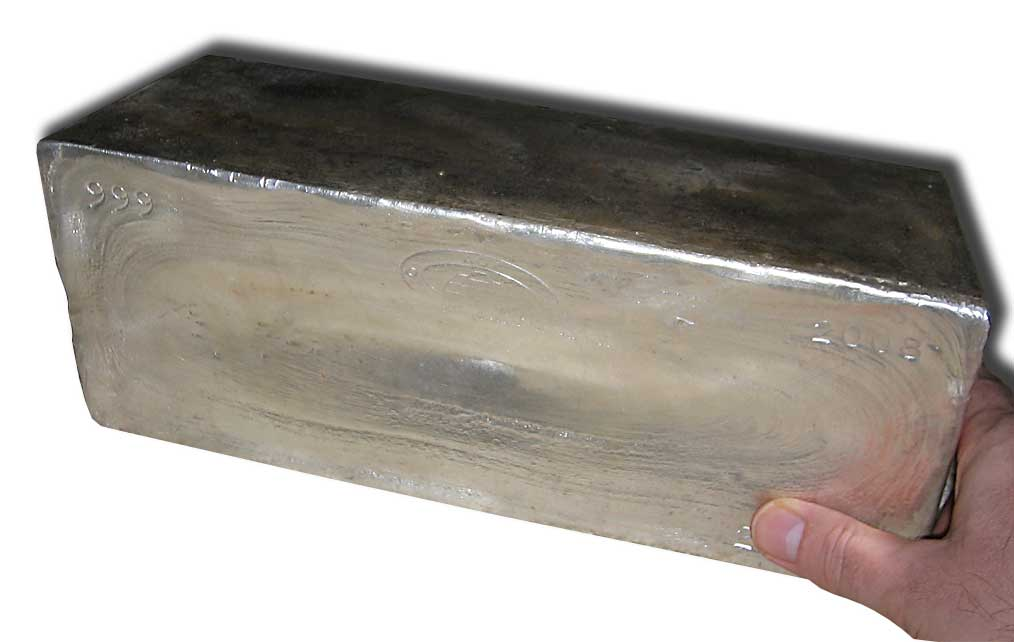
Срібний злиток в 1000 тройських унцій (~31 кг)
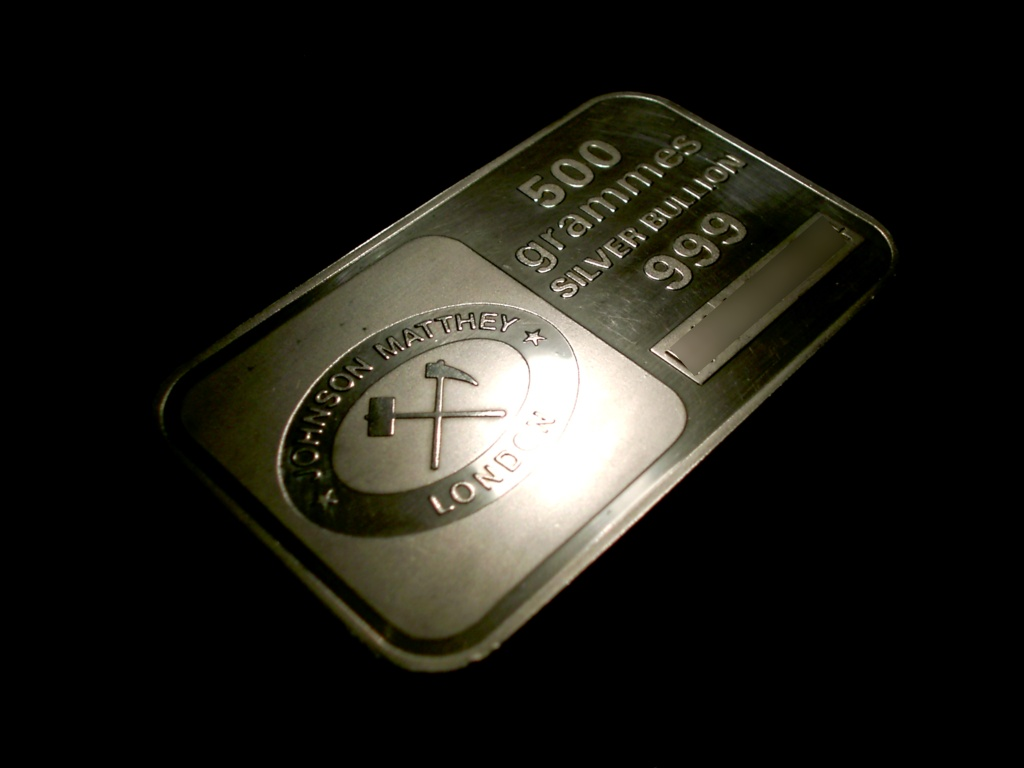
500 г срібла 999. Компанія Джонсон Матті